# Isomerala azteca
Isomerala azteca är en stekelart som beskrevs av Girault 1920. Isomerala azteca ingår i släktet Isomerala och familjen Eucharitidae. Inga underarter finns listade i Catalogue of Life.